# Product Finder
Ein Product Finder bzw. Produktfinder ist ein Informationssystem, das Konsumenten bei der Entscheidungsfindung bei der Auswahl von Produktalternativen unterstützt. Product Finders sollen Nutzern bei der Festlegung der Anforderungen und der Auswahl eines von vielen Produkten helfen. Es gibt Product Finder ganz unterschiedlicher Komplexität, die komplexeren unter ihnen können als eine Variante der Entscheidungsunterstützungssysteme verstanden werden.
Traditionelle Entscheidungsunterstützungssysteme sind für spezialisierte Benutzer (z. B. Marketing-Manager) konzipiert. Product Finders hingegen wenden sich an Konsumenten, indem sie die Komplexität auf für ihn wichtige Parameter reduzieren.

## Einsatzbereich
Ein Product Finder ist üblicherweise Teil eines E-Shops oder einer Internet-Produktpräsentation. Als Teil eines E-Shops führt er im Idealfall zu einem Online-Kauf. Im Falle einer Produktpräsentation wird der eigentliche Verkauf schließlich über konventionelle Kanäle getätigt (z. B. persönlich im Geschäft, telefonisch etc.).
Product Finder eignen sich besonders für Produktgruppen, deren einzelne Produkte anhand bestimmter Kriterien vergleichbar sind. Gut vergleichbar sind technische Produkte wie z. B. Notebooks, deren Eigenschaften wie Taktfrequenz, Festplatten-Größe, Preis und Bildschirmdiagonale die Kaufentscheidung beeinflussen.
Nebst technischen Produkten wie Notebooks, Autos, Geschirrspülern, Mobiltelefonen oder GPS-Geräten sind auch nicht-technische Produktgruppen wie Weine, Socken, Zahnbürsten oder Nägel einem Product Finder zugänglich, sofern der Datenbestand genügend vergleichbare Produkte beinhaltet.
Nur bedingt eingesetzt werden können Product Finder bei Individualprodukten wie Büchern, Schmuckgegenständen oder CD, weil solche Produkte vom Käufer nicht anhand von bestimmten Vergleichskriterien ausgewählt werden.
Product Finder werden auch zur Unterstützung bei Produkten eingesetzt, die im allgemeinen Sprachgebrauch als „Service“ oder „Dienstleistung“ bezeichnet werden, beispielsweise Konto-Typen einer Bank, Krankenversicherungen oder Dienstleistungsanbieter im Telefonie-Bereich. Gelegentlich wird in diesen Fällen auch der Begriff Service Finder verwendet.
Product Finder werden von Produktherstellern, von Händlern (herstellerübergreifend) und von Internet-Portalen (hersteller- und händlerübergreifend) verwendet.

## Technische Realisierung
Es gibt unterschiedliche Varianten hinsichtlich der Nutzungsmöglichkeiten. Der Gewinn für den Konsumenten bei den hier aufgelisteten Varianten geht im Allgemeinen mit technischer Aufwändigkeit einher
1. Guided-Selling-Systeme (Online-Produktberater, wobei das System ähnlich wie ein Fachverkäufer aktiv zur Kaufentscheidung führt)
2. Volltext-Suchen (allerdings nur geeignet, wenn der Nutzer die Suchbegriffe und seine Kaufwünsche schon kennt und formulieren kann)
3. Dialogsysteme  (allgemeiner Begriff für Mensch-Maschine-Dialog)
4. Filtersysteme (können genau passende Produkte aus Datenbank herausfiltern, eignen sich allerdings nicht zur Produktberatung)
5. Bewertungssysteme

## Übersetzungen und verwandte Begriffe
Als deutsche Begriffe haben sich "Online-Produktberater" oder eingedeutscht "Produktfinder" etabliert. Gelegentlich wird auch der deutsche Begriff „Empfehlungssystem“ verwendet, der jedoch verschiedene weitere Bedeutungen einschließt und daher missverständlich sein kann.
Für Systeme zur Unterstützung bei der Suche nach Dienstleistungen (engl. services, z. B. Kontoarten einer Bank) wird manchmal auch der Ausdruck Service Finder verwendet. Da allerdings auch Dienstleistungen oft als „Produkt“ bezeichnet werden, wird der Begriff Product Finder auch hier verwendet.
Der Begriff Product Finder wird gelegentlich auch für Preissuchmaschinen verwendet, obschon solche Suchmaschinen eigentlich nicht der Wahl verschiedener Produkte dienen, sondern nur der Wahl des Händlers für ein fest vorgegebenes Produkt im Hinblick auf den günstigsten Preis.